# Francisco de Abrego
Francisco de Abrego (falecido a 26 de julho de 1574) foi um prelado católico romano que serviu como bispo do Panamá (1566–1574).

## Biografia
Francisco de Abrego nasceu em Espanha e foi ordenado sacerdote na Ordem de Santiago. A 15 de fevereiro de 1566, o Papa Pio V nomeou-o Bispo do Panamá. Serviu como Bispo do Panamá até à sua morte a 26 de julho de 1574.